# Distrito de Vulkaneifel
El distrito de Vulkaneifel (hasta el 31 de diciembre de 2006,  Condado de Daun) es un distrito en el Noroeste de Renania-Palatinado. Se encuentra en la región de Eifel y es la más comarca menos poblada en Renania-Palatinado. La sede de la Prefectura del departamento y, al mismo tiempo, la ciudad más poblada es Daun.

## Geografía
La comarca se encuentra en la parte occidental con alturas entre 150 y 700 metros.
Debido al vulcanismo que hubo en la zona, son numerosos los manantiales de agua mineral (Sauerbrunnen). El rio Kyll atraviesa el condado en dirección norte-sur. 